# Helicodontium clarazii
Helicodontium clarazii là một loài Rêu trong họ Myriniaceae. Loài này được (Duby) Paris mô tả khoa học đầu tiên năm 1896.